# Служба лісу США
Служба лісу США (англ. United States Forest Service, скорочення USFS) — агентство Міністерства сільського господарства США, яке займається адмініструванням 154 національних лісів і 20 національних пасовищних угідь США, які охоплюють загальну територію у понад 780 тис. км².

## Історія
Концепція національних лісів народилася в природоохоронній групі Теодора Рузвельта, Клубі Буна і Крокетта, через занепокоєння щодо Єллоустонського національного парку, яке виникло ще в 1875 році. У 1876 році Конгрес створив офіс спеціального агента в Міністерстві сільського господарства для оцінки якості та стану лісів у Сполучених Штатах. Керівником офісу був призначений Франклін Б. Хаф. У 1881 році офіс було розширено до новоствореного Відділу лісового господарства. Закон про лісові заповідники 1891 року дозволив вилучати землі із суспільного надбання під лісові заповідники, якими керувало Міністерство внутрішніх справ. У 1901 році Відділ лісового господарства було перейменовано на Бюро лісового господарства.
Закон про передачу повноважень 1905 року передав управління лісовими резерватами від Головного земельного управління Міністерства внутрішніх справ США до Бюро лісового господарства, відтепер відомого як Лісова служба Сполучених Штатів. Гіффорд Пінчот був першим головним лісничим Сполучених Штатів за часів президентства Теодора Рузвельта.
Історична довідка: Служба національних парків була створена в 1916 році для управління Єллоустонським та кількома іншими парками; в 1956 році Служба рибного господарства та дикої природи стала розпорядником земель, зарезервованих для дикої природи. У 1946 році було об'єднано Службу пасовищ і Головне управління земельних ресурсів США для створення Бюро управління земельними ресурсами. Також слід зазначити, що лише у 1976 році Закон про федеральну земельну політику та управління став національною політикою щодо збереження державних земель у федеральній власності.
До важливих федеральних законодавчих актів, що впливають на діяльність лісової служби, належать Закон Уїкса 1911 року, Закон Тейлора про випас худоби 1934 року, P.L. 73-482; Закон про багатоцільове використання - сталу врожайність 1960 року, P.L. 86-517; Закон про охорону дикої природи, P.L. 88-577; Закон про національне управління лісами, P.L. 94-588; Закон про національну екологічну політику, P.L. 91-190; Закон про допомогу кооперативному лісовому господарству, P.L. 95-313; і Закон про планування відновлюваних ресурсів лісів і пасовищ, P.L. 95-307.
З початку 1900-х років і дотепер між Міністерством сільського господарства та Міністерством внутрішніх справ точиться запекла боротьба за контроль над лісами. Їхні функції перетинаються, але численні пропозиції об'єднати ці два відомства не увінчалися успіхом. Зовсім недавно, у 2009 році, Управління урядової підзвітності (GAO) оцінювало доцільність передачі Лісової служби з Міністерства сільського господарства до Міністерства внутрішніх справ, яке вже управляє близько 438 мільйонами акрів (1 770 000 км2) державних земель через Службу національних парків, Службу рибного господарства та дикої природи і Бюро управління земельними ресурсами. Зрештою, GAO не надало жодних рекомендацій після завершення аудиту ефективності. Лісова служба залишається частиною Міністерства сільського господарства США.